# Träddassar
Träddassar (Dendrohyrax) är ett släkte i ordningen hyraxar som förekommer med tre arter i Afrikas tropiska regnskog.

## Arter
- Västlig träddasse, Dendrohyrax dorsalis (Fraser, 1855), västra och centrala Afrika
- Sydlig träddasse, Dendrohyrax arboreus (A. Smith, 1827), östra Afrika
- Dendrohyrax validus (True, 1890), Tanzania, Zanzibar, Pemba

En del forskare listar den tredje arten som underart till Dendrohyrax arboreus tills den pågående taxonomiska undersökningen är avslutad.

## Beskrivning
Arterna når en kroppslängd mellan 40 och 60 cm (huvud och bål) samt en vikt mellan 1,5 och 4,5 kg. Svansen är med en till tre centimeters längd bara en liten stubbe. Pälsens grundfärg är grå med några glest fördelade gula och svarta hår. En körtel vid bakkroppen är markerade med vitt hår och öronens kanter är vita. Vissa träddassar byter under årets lopp päls mellan en mera gulaktig och mörk variant. Buken är ljusbrun.
Arterna skiljer sig i levnadssättet tydlig från klippdasse och gulprickig dasse. De är oftast aktiva på natten och vistas huvudsakligen på träd där de äter blad, frukter och kvistar. Sällan kommer dessa djur ner till marken för att byta träd. Medan andra hyraxar är flockdjur lever träddassar vanligen ensam. Ibland syns två eller tre individer på samma ställe.
Träddassar lever i låglandet och i bergstrakter som kan ligga 4 500 meter över havet. Arten Dendrohyrax arboreus har högljudda läten som troligen markerar ett revir. Beroende på art föds en till tre ungar per kull. Dräktigheten varar sju till åtta månader och cirka 120 dagar efter födelsen är ungarna lika stora som vuxna individer. Något senare slutar honan med digivning. Den äldsta kända individen i fångenskap levde 12 år och 3 månader.
På grund av det gömda levnadssättet är populationsstorleken okänd. Det antas att träddassar liksom andra djur som lever i regnskogen är hotade av skogsskövlingen. Hittills är ingen av de två etablerade arterna av IUCN listad som hotad.